# الإضاءة الشاملة
الإضاءة الشاملة (بالإنجليزية: Global illumination) هي اسم عام لمجموعة من الخوارزميات المستعملة في الرسومات ثلاثية الأبعاد لتضيفَ الإضاءة أكثر واقعية للمناظر ثلاثية الأبعاد. تأخذ هذه الخوارزميات بعين الاعتبار الإضاءة المُنبعثة من الأجسام المُضيئة وَكذلك الانعكاسات المعقدة لها. فهي لا تكتفي بمعالجة الضوء الذي يَنتشرُ مُباشرة من مصدرهِ، بل تدرس أيضًا الحالات التي تنعكس فيها أشعة الضوء من المصدر نفسه عبر الأسطح المحيطة. يَشملُ هذا الأسطح التي تعكس الضوء بشكل واضح وَأيضًا تلك التي لا تعكس الضوء بفعالية. بهذه الطريقة، تضمنُ الخوارزميات الحصولَ على تمثيلٍ دقيقٍ وَشامل لكيفية تفاعُل الضوء معَ البيئة المحيطة، مما يؤدي إلى نتائج أكثر دقة في التطبيقات المختلفة مثل الرسوميات حاسوبية وَإضاءة الرسوميات الحاسوبية [الإنجليزية] في البيئات الافتراضية.
نظرياً الانعكاسات وَالانكسارات وَالظلال كلها أمثلة على الإضاءة الشاملة، حيث يؤثر تصيير الأجسام ببعضها البعض عند محاكاتها. وَمع ذلك، في الواقع العملي، يُشار إلى محاكاة الانعكاسات العشوائية وَالكاوية بمصطلح الإضاءة الشاملة.

## خوارزميات
تعتبر الصُّور الَّتي تمَّ إنشاؤها باستخدام خوارزميَّات الإضاءة الشَّاملة غالبًا أكثر واقعية من تلك الَّتي تستخدم فقط خوارزميَّات الإضاءة المباشرة ومع ذلك فإنَّ مثل هذه الصُّور تتطلَّب موارد حسابيَّةً أكثر تكلفةً، وبالتَّالي تأخذ وقتًا أطول للتَّوليد. إحدى الطُّرق الشَّائعة هي حساب الإضاءة الشَّاملة للمشهد وتخزين تلك المعلومات مع الهندسة ( على سبيل المثَال، الإشْعاعيَّة [الإنجليزية]). يمكن استخدام البيانات المخزَّنة بعد ذلك لتوليد الصُّور من واجهات نظر مختلفة لإنشاء جولات في المشهد دون الحاجة إلى إجراء حسابات إضاءة مكلَّفة مرارًا وتكرارًا.
الإشعاعية وَتعقب الشعاع وَتعقب الأشعة [الإنجليزية] وَتعقب المخروط [الإنجليزية] وَتعقب المسار [الإنجليزية] وَتعقب المسار الحجمي [الإنجليزية] وَنقل ضوء متروبوليس [الإنجليزية] وَتظليل محيطي [الإنجليزية] وَتعقب الفوتونات [الإنجليزية] وَدالة مسافة متجهة وَالإضاءة المستندة إلى الصورة [الإنجليزية] جميعها أمثلة على الخوارزميات المستخدمة في الإضاءة الشاملة، حيث يمكن استخدام بعضها معًا لتحقيق نتائج ليست سريعة ولكن دقيقة.
تقوم هذه الخوارزميات بانعكاس عشوائي وهو جزء مهم للغاية من الإضاءة الشاملة؛ ومع ذلك، فإن معظم هذه الخوارزميات (باستثناء الإشعاعية) تقوم أيضًا بانعكاس منتظم، مما يجعلها خوارزميات أكثر دقة في حل معادلة الإضاءة وتوفير مشهد مضاء بشكل واقعي بشكل أكبر. الخوارزميات المستخدمة لحساب توزيع طاقة الضوء بين سطوح المشهد مرتبطة ارتباطًا وثيقًا بمحاكاة انتقال الحرارة التي تُجرى باستخدام طريقة محدودة العناصر في التصميم الهندسي.

## الصورة القائمة على الإضاءة
طريقاً آخرة لمحاكاة الإضاءة العالمية، هي باستعمال التصوير بالمدى الديناميكي العالي التي تحيط المشهد، وتضيئ المشهد. تسمى هذه العملية بالصورة القائمة على الإضاءة.

## أنظر أيضًا
- تحيز المقدر
- مقدر متسق
- وظيفة توزع الانتشار ثنائي الاتجاه